# Gabrius osseticus
Gabrius osseticus är en skalbaggsart som först beskrevs av Friedrich Anton Kolenati 1846.  Gabrius osseticus ingår i släktet Gabrius, och familjen kortvingar. Arten är reproducerande i Sverige.